# Paiwanische talen
De Paiwanische talen is een Formosaanse taalfamilie die 2 talen omvat die alleen op Taiwan worden gesproken. Het is de enige tak van de Formosaanse talen. De Paiwanische talen zijn zogoed als uitgestorven: In 2000 was er één 86-jarige spreker.

## Classificatie
- Austronesische talen (1268)
  - Formosaanse talen (2)
    - Paiwanische talen (2)

## Talen
- Kulon-Pazeh
- Papora-Hoanya

## Verspreiding van de sprekers
- Taiwan: 1; In de ranglijst van meest gesproken talen in Taiwan staat het Kulon-Pazeh op nummer 19, volgens de totalen van het aantal sprekers op nummer 20.

Paiwanische talen
Kulon-Pazeh · Papora-Hoanya